# Estela Rodríguez
Estela Rodríguez (Ripollet, 20 de setembre del 1996) coneguda únicament com a Estela, és una cantant catalana coneguda per haver participat a la primera temporada del concurs musical ‘Eufòria’ a TV3.

## Biografia
El món de la música l'ha envoltat des de ben petita, amb un pare músic i una mare, compositora que tampoc mai van dedicar-s'hi professionalment.
Va estudiar perruqueria i estètica a Barberà del Vallés, però mai s'hi va dedicar professionalment.
No va ser fins a l'any 2022, quan una amiga va apuntar-la (sense ella saber-ho) a un càsting, que va mostrar públicament el seu talent al concurs musical d'èxit: Eufòria a TV3. Tot i no haver estudiat mai cant, interpretació, ni res relacionat amb el món artístic, va ser una de les 16 seleccionades per entrar al programa.
Va ser la primera favorita de la primera temporada d'aquest format a la Gala 2 interpretant la cançó Raining Man de The Weather Girls. Va optar com a favorita a també, a la Gala 6 interpretant The Winner Takes It All d'ABBA. I tot sent una de les preferides del públic des del començament de l'edició va ser expulsada inesperadament a la Gala 8 amb una brillant interpretació d'Ara Que Tinc vint Anys de Joan Manel Serrat amb un 48% dels vots contra Clàudia Xiva. Així doncs, va ser la novena expulsada del programa.
Amb la resta dels seus companys, l'Estela va fer sold-out al Palau Sant Jordi dos dies consecutius, on va cantar dos de les seves millors interpretacions <<The Winner Takes It All>> i <<Raining Man>>.

Més tard, la van proclamar pregonera del seu poble (Ripollet, Agost 2022) on va dedicar unes paraules; <<''Fa anys pensava que fins que no m'aprimés, no arribaría el meu moment... No parlava jo, parlava la baixa autoestima. Avui crec en mí, m'estimo i sé que el meu moment es ara''>>
La Vanguardia li va dedicar un article parlant sobre la grassofòbia.
Enderrock li va fer una entrevista just sortir del programa amb Joan Liaño parlant sobre el pas del programa i projectes futurs.
Al Loft de Catalunya ràdio, assegura confiar en el seu ''producte'' i que treballarà per fer possible la seva vida dedicant-s'hi a la música.
El 22 de Novembre del 2022 va fer un concert a la Sala Apolo juntament amb els seus companys d'edició Lau Gibert, Pep Munta i Chung-Man Kim, on van tenir el gust de poder cantar juntament amb el guitarrista del conegut grup català Buhos, Jaume Nin. On van poder tocar i cantar junts temes com Volcans i Barcelona s'ilumina.
Va participar al concert multitudinari de la Diada de Catalunya el 12 de Setembre del 2022, on també va compartir escenari amb els seus companys Joan Liaño i Llum Aymerich.

Fins ara, ha tret 3 singles anomenats <<Cupido>>, <<Qui ens ho diria>> i <<13 de febrer>>. Aquesta última va ser el primer duet musical original d'Eufòria 1, amb Lau Gibert. Tots ells amb el suport de la discogràfica CreaMusic, amb qui està traient tots els seus senzills.

Segons la darrera entrevista de la revista Enderrock, l'Estela assegura estar treballant en un disc molt diferent de les cançons que ha tret fins ara i algunes que li queden per treure. ''Ara ve la Estela de veritat, l'Estela 2.0''.

## Discografia
- Cupido (Novembre 2022, co-escrita amb Víctor Arbelo, produïda per Roger Argemí i Uri Plana[5] a Doreste Records amb el segell discogràfic CreaMusic)
- Qui Ens Ho Diria (desembre 2022, escrita per Estela Rodríguez i produïda per Nil Canals[6] amb el segell discogràfic CreaMusic)
- 13 de febrer amb Lau Gibert (febrer 2023, escrita per Estela Rodríguez i Laura Gibert i produïda per John Caballés[7] a 48 Volts amb el segell discogràfic CreaMusic i Blanco y Negro Music)